# Evagrio de Antioquía
Evagrio de Antioquía fue uno de los dos postulantes al patriarcado de Antioquía durante el período de 388 hasta 392. Sucedió a Paulino de Antioquía y tenía el apoyo de Eustacio de Antioquía - adherente fiel al credo de Nicea. Fue rival de Flaviano I de Antioquía durante el llamado "cisma meleciano".

## Historia
Después de la muerte de Paulino en 388 d. C., los eustatianos aún se resentían contra Flaviano por su relación con Melecio de Antioquía, considerado semiarriano y acusado de haber sido consagrado por arrianos. Por eso, los obispos eligieron a Evagrio como concurrente. Siguiendo al historiador Sozomeno, su obispado no fue largo.
En consonancia con Teodoreto de Ciro, la consagración de Evagrio por Paulino fue ilegal y no atendió a los criterios de la ley canónica, pues lo hizo solo, al borde de la muerte, sin consultar a los padres. Aun así, fue aceptado por el emperador y el cisma continuó existiendo, con Flaviano y Evagrio reinando en paralelo.

## Legado
Paulino y Evagrio, del partido eustatiano, fueron reconocidos en occidente como verdaderos obispos, mientras que en el oriente, los obispos melecianos, incluyendo a Flaviano, son considerados como legítimos.

## De Viris Illustribus
Según Jerónimo de Estridón, en su obra De Viris Illustribus, capítulo 125, tradujo la bella obra de Atanasio de Alejandría sobre san Antonio Abad, "La vida del bendecido Antón", del griego al Latín.